# Франк, Август
Август Франц Франк (нем. August Franz Frank; 5 апреля 1898, Аугсбург, Германская империя — 21 марта 1984, Карлсруэ, ФРГ) — обергруппенфюрер СС, генерал полиции и войск СС. На Нюрнбергском процессе по делу Главного административно-хозяйственного управления СС Франку было предъявлено обвинение, и он был осуждён за военные преступления.

## Биография
Август Франк родился 5 апреля 1898 года в семье секретаря железнодорожной станции. Ходил в народную школу и реальное училище в Аугсбурге и с июля 1912 года учился коммерции. После окончания обучения с июля 1915 года был управляющим складом в транспортно-экспедиционном агентстве. В августе 1916 года добровольно пошёл на службу в баварскую армию и принял участие в Первой мировой войне. Прошёл подготовку в 9-м полку полевой артиллерии и в конце октября 1916 года в составе 4-го полка полевой артиллерии «Король» был отправлен на Западный фронт. С 26 января 1917 года до конца войны служил в 1-м запасном полку полевой артиллерии. Франк, будучи унтер-офицером, работал в казначейском управлении. В июне 1919 года был демобилизован из армии.
С июля 1919 по октябрь 1920 года был судовым агентом в отделе транспортировки мебели транспортно-экспедиционного агентства в Аугсбурге. С середины октября 1920 до конца апреля 1930 года работал в администрации баварской земельной полиции. Франк открыл собственное дело по продаже продуктов и с февраля 1931 по март 1933 года управлял институтом лечебной гимнастики в Швабинге. В октябре 1923 года женился на Розе Хофман.
8 апреля 1932 года был зачислен в ряды СС (№ 56169). 1 февраля 1933 года вступил в НСДАП (билет № 1471185). С апреля 1933 года занимал разные административные посты в штабе рейхсфюрера СС. После создания концлагеря Дахау с конца марта 1933 года по апрель 1934 года возглавлял администрацию лагеря. Франк работал в административном управлении СС и отвечал за управление бюджетами СС и частей усиления СС. В феврале 1938 года в качестве начальника штаба был заместителем Освальда Поля. В апреле 1939 года было создано главное управление СС по бюджету и строительству, и Франк стал начальником административного управления СС и также отвечал за управление войсками СС в оперативном управлении СС.
В начале февраля 1942 года возглавил управление A (войсковое управление) в Главном административно-хозяйственном управлении СС (ВФХА), где также был заместителем Освальда Поля. На этой должности Франк занимался реализацией имущества евреев, уничтожены в ходе Холокоста. Чтобы обеспечить СС имуществом убитых евреев, Франк по ордеру Поля от 26 сентября 1942 года распорядился, чтобы имущество «переселённых евреев [...] в отношении предоставленных вещей [...] в будущем обозначалось во всех приказах как украденное, огороженное и спрятанное имущество».
Франк не знал, как распорядиться некоторыми ценностями убитых евреев, и написал Генриху Гиммлеру письмо, в котором спрашивал:
1)Коллекционные монеты можно было бы отдать в денежный музей рейхсбанка. 2)Что делать с коллекциями марок? 3)Можно ли отдать часы рейхсбанку для продажи за границу или же эти часы или их часть (наиболее красивые и ценные экземпляры) следует оставить для особого использования. Имеется также ряд перьевых ручек и карандашей из чистого золота. Следует ли их передать рейхсбанку для продажи за границу или для переплавки?
16 сентября 1943 года Гиммлер назначил Франка начальником административно-экономического управления в главном управлении полиции порядка. 18 августа 1944 года Франк был направлен в штаб генерала войск СС Ганса Юттнера, где ему было поручено провести реорганизацию армейской администрации после  покушения на Гитлера 20 июля 1944 года. С начала ноября 1944 и до конца войны был начальником административного управления сухопутных войск. На этой должности отвечал за управление и снабжение вермахта.
После окончания войны скрывался под именем Франца Мюллера и работал на цементной фабрике. 17 декабря 1945 года был арестован солдатами армии США. 13 января 1947 года Франку вместе с 17 другими служащими ВФХА было предъявлено обвинение американским военным трибуналом на Нюрнбергском процессе по делу Главного административно-хозяйственного управления СС. Ему вменялось в вину реализация имущества убитых евреев. 3 ноября 1947 года был признан виновным в военных преступлениях, преступлениях против человечества и членстве в преступных организациях и приговорён к пожизненному заключению. Позже приговор был заменён на срок заключения в 15 лет. 7 мая 1954 года был освобождён из Ландсбергской тюрьмы. После освобождения жил в Вайнгартене пока в 1979 году не переехал в Карлсруэ, где умер в марте 1984 года.